# Lijst van voetbalinterlands Andorra - Montenegro (vrouwen)
Deze lijst van voetbalinterlands is een overzicht van alle officiële voetbalinterlands tussen de nationale vrouwenteams van Andorra en Montenegro. De landen hebben tot nu toe twee keer tegen elkaar gespeeld.

## Wedstrijden
| № | Plaats           | Datum        | Competitie           | Wedstrijd            | Uitslag |
| - | ---------------- | ------------ | -------------------- | -------------------- | ------- |
| 1 | Podgorica        | 5 april 2024 | EK 2025 kwalificatie | Montenegro − Andorra | 6 − 1   |
| 2 | Andorra la Vella | 4 juni 2024  | EK 2025 kwalificatie | Andorra − Montenegro | 1 − 5   |

## Samenvatting
| Competitie      | Totaal gespeeld | Winst Andorra | Gelijk | Winst Montenegro | Doelsaldo Andorra – Montenegro |
| --------------- | --------------- | ------------- | ------ | ---------------- | ------------------------------ |
| EK-kwalificatie | 2               | 0             | 0      | 2                | 2 − 11                         |
| Totaal          | 2               | 0             | 0      | 2                | 2 − 11                         |

FAF · A-internationals · Andorrees mannenelftal
2014 – 2019 · 2020 – 2029
Faeröer ·
Georgië ·
Gibraltar ·
Griekenland ·
Israël ·
Letland ·
Liechtenstein ·
Litouwen ·
Luxemburg ·
Malta ·
Moldavië ·
Montenegro ·
Saoedi-Arabië ·
Tahiti